# Amy Martin
Amy Marie Martin (Hood River, 4 de noviembre de 1974) es una deportista estadounidense que compitió en remo.
Ganó dos medallas en el Campeonato Mundial de Remo, en los años 1998 y 1999. Participó en los Juegos Olímpicos de Sídney 2000, ocupando el sexto lugar en la prueba de ocho con timonel.

## Palmarés internacional
| Campeonato Mundial | Campeonato Mundial      | Campeonato Mundial | Campeonato Mundial |
| Año                | Lugar                   | Medalla            | Prueba             |
| ------------------ | ----------------------- | ------------------ | ------------------ |
| 1998               | Colonia (Alemania)      | Medalla de bronce  | Dos sin timonel    |
| 1999               | St. Catharines (Canadá) | Medalla de plata   | Ocho con timonel   |